# Ази
Ази́ (фр. Azy) — коммуна во Франции, находится в регионе Центр. Департамент — Шер. Входит в состав кантона Экс-д’Анжийон. Округ коммуны — Бурж.
Код INSEE коммуны — 18019.
Коммуна расположена приблизительно в 190 км к югу от Парижа, в 100 км юго-восточнее Орлеана, в 27 км к северо-востоку от Буржа.

## Население
Население коммуны на 2008 год составляло 473 человека.
| 1962 | 1968 | 1975 | 1982 | 1990 | 1999 | 2008 |
| ---- | ---- | ---- | ---- | ---- | ---- | ---- |
| 532  | 587  | 532  | 479  | 413  | 439  | 473  |

## Администрация
| Период | Период | Фамилия        | Партия | Примечания |
| ------ | ------ | -------------- | ------ | ---------- |
| 1935   | 1939   | Дезире Милле   |        |            |
| 1939   | 1945   | Поль Пиве      |        |            |
| 1945   | 1971   | Роже Милле     |        |            |
| 1971   | 1995   | Бернар Сальмон |        |            |
| 1995   | 2014   | Реми Роже      |        |            |

## Экономика

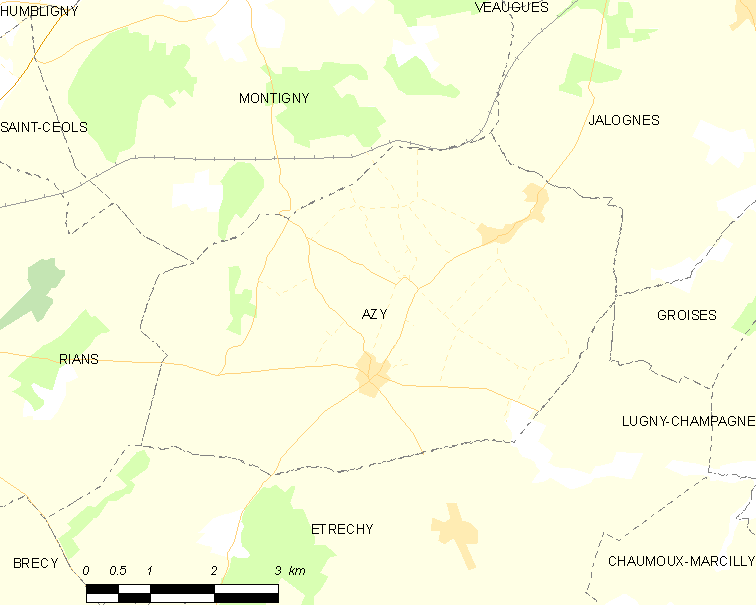
Карта коммуны

Основу экономики составляет сельское хозяйство.
В 2007 году среди 296 человек в трудоспособном возрасте (15-64 лет) 231 были экономически активными, 65 — неактивными (показатель активности — 78,0 %, в 1999 году было 73,0 %). Из 231 активных работали 210 человек (118 мужчин и 92 женщины), безработных было 21 (11 мужчин и 10 женщин). Среди 65 неактивных 19 человек были учениками или студентами, 22 — пенсионерами, 24 были неактивными по другим причинам.